# Evippa concolor
Evippa concolor là một loài nhện trong họ Lycosidae.
Loài này thuộc chi Evippa. Evippa concolor được Kroneberg miêu tả năm 1875.